# Pinus monticola
Il pino bianco occidentale, detto anche pino argentato, è un pino che cresce nelle montagne degli Stati Uniti e del Canada occidentali.
È molto simile al pino bianco americano. Differisce da questo per le pigne più grandi, per la maggiore durata delle foglie (due-tre anni anziché uno e mezzo-due anni) e per crescere in addensamenti più fitti.

## Morfologia
È un albero di grandi dimensioni, alto normalmente 30-50 metri ed eccezionalmente fino a 70 metri. Come in tutti i pini le foglie sono aghiformi e in gruppi di cinque, con una guaina decidua. Gli aghi sono strettamente serrati e lunghi 5-13 cm.
Le pigne sono lunghe 12-30 cm e affusolate, con diametro di 3-4 cm quando sono chiuse e 5-8 cm aperte, con scaglie sottili e flessibili. I semi sono piccoli, lunghi 4-7 mm e dotati di un'aletta lunga 15-20 mm.
I rami si raggruppano in volute regolari e spuntano con la frequenza di uno all'anno.

## Habitat e diffusione
È diffuso negli Stati Uniti e nel Canada occidentali, in particolare nella Sierra Nevada, nelle Montagne Costiere e nelle Montagne Rocciose settentrionali. In alcune aree, particolarmente in Oregon e nello stato di Washington, si può trovare anche al livello del mare.
Oltre ad essere stato oggetto in passato di molti abbattimenti per la produzione di legname, è molto soggetto alla ruggine del pino bianco (Cronartium ribicola), un fungo introdotto accidentalmente dall'Europa nel 1909. L'United States Forest Service stima che il 90% di questa specie è stato ucciso da questo fungo ad ovest della Catena delle Cascate.
Alcuni esemplari hanno una resistenza genetica a questo fungo e il servizio forestale degli Stati Uniti ha in atto un programma di reimpianto di pino bianco occidentale con semi provenienti da tali esemplari.

## Usi
Il suo legno è impiegato come materiale da costruzione. La presenza di nodi lo rende però meno adatto di quello dell'abete o del peccio per impieghi di falegnameria.
È usato anche per fare ponteggi.